# Tachytrechus pressitibia
Tachytrechus pressitibia är en tvåvingeart som först beskrevs av Octave Parent 1931.  Tachytrechus pressitibia ingår i släktet Tachytrechus och familjen styltflugor.
Artens utbredningsområde är Bolivia. Inga underarter finns listade i Catalogue of Life.